# Acacia obliquinervea
Acacia obliquinervea är en ärtväxtart som beskrevs av Mary Douglas Tindale. Acacia obliquinervea ingår i släktet akacior, och familjen ärtväxter. Inga underarter finns listade i Catalogue of Life.